# Werner-Heisenberg-Gymnasium (Heide)
Das Werner-Heisenberg-Gymnasium (WHG) in Heide ist ein seit mindestens 1897 bestehendes Gymnasium. Es ist eine Ganztagsschule und seit 2011/2012 Teil des „Kompetenzzentrum Begabtenförderung Sek. I und Sek. II“.

## Geschichte
Erste Erwähnung findet das heutige WHG 1897, als der damals zuständigen Behörde vorgeschlagen wurde aus der Mittelschule eine Realschule zu machen, diesem Vorschlag wurde 1902 entsprochen, ab Oktober 1902 bis 1903 wurde ein neues Grundstück in der Rosenstraße ausgeschrieben und gekauft, sowie neue Lehrkräfte angeworben. 1904 wurde die erste Sporthalle errichtet, 1905 der erste Schulleiter offiziell ernannt und 1906 in den heutigen „Altbau“ eingezogen – im Jahr darauf schlossen die ersten Schüler die Realschulprüfung ab. Nach dem Ausbau zur Oberrealschule 1908 fiel im Winter 1917 erstmals der Unterricht aus, da es an Heizkohle mangelte. Für Mädchen war der Besuch ab 1919 freigegeben, 1933 folgte die Umbenennung in „Adolf-Hitler-Schule“, zwischen 1939 und 1945 fand erneut nur Unterricht mit Unterbrechungen wegen Kohlemangels statt, Mai 1945 wurde die Schule von der britischen Armee geschlossen und erst 1946 als „Gymnasium Rosenstraße“ wiedereröffnet. Seit 1951 muss kein Schulgeld mehr gezahlt werden. 1966–1968 wurde das Nebengebäude errichtet, 1971/72 die gymnasiale Oberstufe eingeführt und '73 die höchste Schülerzahl mit 1326 angemeldeten Personen erreicht. 1975 wurde das Gymnasium Heide-Ost eröffnet, die Schülerzahl sank. Mai 1976 folgte die Umbenennung zum heutigen Namen „Werner-Heisenberg-Gymnasium“. Die 2011 zu Gunsten der Mensa (eröffnet 2009) geschlossene Cafeteria wurde 1995 eingerichtet. Im gleichen Jahr wurde das erste Musical „Land der Träume“ aufgeführt. Seit 1997 ist das WHG an das Internet angeschlossen, seit 2000 wird am Samstag durch Beschluss per Schul-Abstimmung nicht mehr unterrichtet.
Seit 2016 ist das Werner-Heisenberg-Gymnasium Teil des Netzwerks Schule ohne Rassismus - Schule mit Courage.

### Schulleiter
- 1905–1927: Ernst Schultze-Hasselmann
- 1927–1933: Georg Schaub
- 1933–1953: Julius-Karl Rasmussen († 1953 im Amt)
- 1954–1962: Hans Seifert
- 1962–1977: Friedrich-Ernst Missfeld
- 1977–1986: Walter Beyer
- 1986–2008: Harri Heise
- 2008–2019: Jürgen Schmidt
- seit 2019: Thomas Stelljes

### Abendgymnasium
Zwischen 1985 und 2001 wurde am WHG auch in einem Abendgymnasium unterrichtet.

## Neben dem herkömmlichen Schulalltag

### Offene Ganztagsschule
Für Schüler der Stufen 5 bis 9 stehen an drei Tagen der Woche zwischen 13 oder 14 und 15.30 Uhr Förderangebote zur Verfügung, die auch durch einen Kostenbeitrag der Eltern finanziert werden.

### Rudolf und Meta Jautelat-Stiftung
Das Innenministerium Schleswig-Holstein genehmigte am 7. August 2008 ein Stiftungskapital von 100.000 Euro für die neu gegründete „Rudolf und Meta Jautelat-Stiftung“, deren Zweck wie folgt lautet:

„Höchste Priorität genießt die Förderung und Stärkung von naturwissenschaftlichen Begabungen und Interessen von Schülern und Schülerinnen durch besondere Anerkennungen und Auszeichnungen auf Grund von Leistungen im naturwissenschaftlichen Bereich, aber unabhängig von Bedürftigkeit […].

An zweiter Stelle steht die Förderung und Unterstützung des naturwissenschaftlichen Unterrichts durch die Bereitstellung von Mitteln zur Anschaffung von geeigneten Geräten und Hilfsmitteln durch das Werner-Heisenberg-Gymnasium.

An dritter Stelle erfolgt die Unterstützung von bedürftigen Schülern und Schülerinnen bei deren naturwissenschaftlicher Bildung durch Zuschüsse für Teilnahmen an naturwissenschaftlichen Exkursionen oder Projekten.“

### Begabtenförderung
Zusammen mit landesweit 15 anderen Schulen ist das WHG seit 2011/2012 Teil des „Kompetenzzentrum Begabtenförderung Sek. I und Sek. II“, in dem es eigenständig Konzepte zur Förderung hochbegabter Schüler ab dem 14. Lebensjahr entwickelt und umsetzt. Teilnehmende Schüler werden durch Seminare qualifiziert und geben dann Erfahrungen oder Hilfestellung an die Klassen 5 bis 7 selbstständig weiter.

### Sozialarbeit
Seit 2012 steht den Schülern eine Sozialarbeiterin zur Seite.

### Förderverein
Der „Verein zur Förderung des Werner-Heisenberg-Gymnasiums in Heide“ unterstützt seit 1955 gemeinnützig als Eingetragener Verein die Schule und den Schulträger in Aufgaben, die nicht die Pflichtaufgaben dieser sind. Sommer 2013 waren etwa 260 aktive Mitglieder im Verein, jährlich stehen etwa 5000 Euro zur Verfügung.

### Netzwerkcamp „GameCon“
Das WHG war mehr als 10 Jahre Gastgeber des Netzwerkcamps GameCon, einer Projektidee des ehemaligen Schülersprechers Martin Frahm. Durch die selbst organisierte GameCon wurden Jugendliche aus dem Gebiet Schleswig-Holsteins während der Ferienzeiten an Computer und Informationstechnik herangeführt.

## Projekte

### Musical
Seit 1995 führt ein Team aus Lehrern und Schülern ein jährlich wechselndes Musical auf, deren Konzeption, Um- und Besetzung durch Schüler der Unter- und Mittelstufe geleistet wird. Unter den aufgeführten Stücken sind auch bekannte Werke wie Momo oder Ronja Räubertochter.

### LüttIng
Durch die „LüttIng“-Schüler-Technik-Akademie (Kofferwort von Plattdeutsch: „lütt“ für klein und Ingenieur) wurde im Schuljahr 2013/14 eine technische Einheit zur Lüftung der Kellerräume entwickelt. Zusammen mit der Fachhochschule Westküste und der örtlichen Niederlassung von Vishay BCcomponents Beyschlag wurde mittels der Datenerfassungssoftware
„MyDAQ“ und LabVIEW eine Lüftungsanlage installiert, die den Keller des WHG bei definierten Klimadaten vor Feuchtigkeit schützt.

### Sommerschule
Während der Sommerferien findet zusätzlicher, freiwilliger und kostenpflichtiger Unterricht statt, etwa eine Forscherwerkstatt in Kooperation mit der Christian-Albrechts-Universität zu Kiel oder Englisch-Kurse mit Muttersprachlern.

### Spracherwerb

#### Bilingualer Unterricht
Seit 1996/97 wird am WHG Zweisprachiger Unterricht ab der fünften Jahrgangsstufe angeboten. Durch zusätzliche Unterrichtseinheiten im Fach Englisch wird auf den vollständig englischsprachigen Erdkundeunterricht in den Klassen 7 bis 10 vorbereitet.

#### Cambridge English Language Assessment
In der Oberstufe kann das Certificate in Advanced English auf der Kompetenzstufe C1 erworben werden.

#### DELF
Das Diplôme d’Etudes en langue française-Diplom (DELF) kann auf verschiedenen Niveaus erworben werden.